# Turdus tephronotus
Turdus tephronotus là một loài chim trong họ Turdidae.